# Silicon Valley (Fernsehserie)
Silicon Valley ist eine US-amerikanische Comedyserie von Mike Judge, die seit dem 6. April 2014 vom US-amerikanischen Kabelsender HBO und seit dem 12. November 2014 auf dem deutschen Pay-TV-Sender Sky Atlantic ausgestrahlt wurde. Die sechste und letzte Staffel wurde vom 27. Oktober bis 8. Dezember in den USA und vom 10. bis 31. Dezember 2019 in Deutschland erstausgestrahlt.

## Handlung

### Staffel 1
Richard arbeitet als Softwareentwickler im Silicon Valley bei dem Unternehmen Hooli. In seiner Freizeit hat er einen revolutionären Kompressionsalgorithmus geschrieben, den sein Chef Gavin Belson ihm für 10 Millionen Dollar abkaufen will. Richard entscheidet sich jedoch für ein Angebot des Investors Peter Gregory, der ihm, statt Millionen Dollar, anbietet, ein eigenes Start-up zu gründen. Gemeinsam mit seinen Mitbewohnern gründet er nach einigen Startschwierigkeiten das Unternehmen „Pied Piper“. Da Pied Piper bei TechCrunch Disrupt angemeldet ist, steht das Team bei der Entwicklung der Anwendung unter starkem Zeitdruck. Hooli arbeitet unterdessen an Nucleus, einer Kopie des Kompressionsalgorithmus von Pied Piper. Auf der TechCrunch Disrupt präsentiert Gavin Belson schließlich Nucleus, dessen Entwicklung bereits viel weiter vorangeschritten ist, als die von Pied Piper. Doch Richard fällt eine Möglichkeit ein, den Pied-Piper-Algorithmus dramatisch zu verbessern und so gehen sie aus der Veranstaltung als Sieger hervor.

### Staffel 2
Nach dem Sieg auf der TechCrunch Disrupt versucht das Team von Pied Piper eine Finanzierung zu finden, was durch diverse Einmischungen von Hooli vereitelt wird. Der Milliardär Russ Hannemann finanziert daraufhin die Series A, diese Anteile verkauft er jedoch später an Laurie Bream, die neue Chefin von Peter Gregorys Investmentfirma Raviga. Durch die Mehrheit im Vorstand setzt Laurie Richard als CEO von Pied Piper ab, der daraufhin die Firma verlässt, um seine Idee der Erschaffung eines neuen Internets zu verfolgen. Sein Nachfolger wird Dinesh, welcher die Videochatapp PiperChat auf Basis des Pied-Piper-Algorithmus gebaut hat und diese eine zunehmend wachsende Nutzerschaft gewinnt. Diese ist allerdings hauptsächlich minderjährig, weshalb Dinesh die Firma auf Druck von Gavin Belson an Hooli verschenkt. Daraufhin entwickelt Pied Piper eine App, welche die Daten des Nutzerhandys komprimiert, welches im Gegenzug die Hälfte des gewonnenen Speichers dem Netzwerk zur Verfügung stellt. Diesen Speicherplatz verkauft Pied Piper an ein Pornostudio, dessen Daten allerdings verloren gehen. Hooli geht derweil juristisch gegen Pied Piper vor, weil Richard seinen Algorithmus auf einem Dienstrechner entwickelt haben soll. Unter Zuhilfenahme eines zwielichtigen Anwalts gewinnt Richard den Prozess aufgrund von ungültigen Klauseln in Hoolis Arbeitsverträgen.

### Staffel 3
Zu Beginn der dritten Staffel ist Jack Barker CEO von Pied Piper, jedoch gewinnt Richard seine Position als CEO zurück. Da Jack viel Geld verschwendet hat, ist Richard zu Sparmaßnahmen gezwungen, um seine Plattform zu bauen. Big Head erhält von Hooli ein enormes Abfindungspaket als Gegenleistung für eine Geheimhaltungs- und Nichtverunglimpfungsvereinbarungen. Big Head nutzt sein Geld, um einen eigenen Inkubator aufzubauen. Erlich wird zum Partner von Big Head, doch nach kurzer Zeit müssen sie Konkurs anmelden. Erlich ist gezwungen, seinen Anteil an Pied Piper zu verkaufen. Gavin Belson stellt Jack Barker als neuen Entwicklungsleiter bei Hooli ein. Pied Pipers Plattform geht an den Start und wird von der Branche positiv aufgenommen, jedoch bleiben die aktiven Nutzer aus. Um die Nutzungsstatistiken zu pushen, für eine Serie B, setzt Jared heimlich eine Klickfarm ein. Bei einem Meeting für die Finanzierung der Serie B, gibt Richard den Betrug zu und der Deal wird verworfen. Infolgedessen will Raviga ihre Mehrheitsbeteiligung an Pied Piper an einen beliebigen Investor verkaufen. Erlich und Big Head sind aufgrund eines unerwarteten Gewinn, in der Lage die Anteile zu kaufen und so die Firma vorerst zu retten. Dinesh hat eine Video-Chat-Anwendung entwickelt, die so gut ankommt, das Pied Piper sich in ein Video-Chat-Unternehmen wandelt.

### Staffel 4
Zu Beginn von Staffel 4 tritt Richard als CEO von Pied Piper zurück und beginnt stattdessen mit der Arbeit an einem neuen Projekt: einem dezentralisierten Peer-to-Peer-Internet, das von einem Netzwerk aus Mobiltelefonen ohne Firewalls, Viren oder staatliche Vorschriften betrieben werden soll. Gavin Belson wird nach einem schwerwiegenden Vorfall als CEO von Hooli abgesetzt. Jack Barker nimmt seinen Platz als CEO ein. Gavin arbeitet vorübergehend mit Richard zusammen am neuen Internet, bis er eine existenzielle Krise bekommt und nach Tibet reist, um sich selbst zu finden. Laurie und Monica gründen ihr eigenes Risikokapital-Unternehmen, Bream/Hall. Big Head wird aufgrund seiner Verdienste bei Hooli, Dozent an der Stanford University. Erlich der einen Deal für Bream/Hall an Land zog, wo es um VR-Headsets, die neueste Sensation im Valley, ging, wurde kurz von dem Vertragsabschluss ausgeschlossen. Erlich reist daraufhin ebenfalls desillusioniert nach Tibet, um sich mit Gavin zu treffen. Während Gavin schließlich zum Ende der Staffel nach Hause zurückkehrt, bleibt Erlich und verlässt die Serie. Richard kommt mit einer Versicherungsgesellschaft ins Geschäft, die Pied Piper zukünftig für ihre Datenspeicherung verwenden will. Nach einer Krise im Zusammenhang mit der Datenspeicherung für die Versicherung entdeckt das Team, dass das dezentralisierte Internet ein funktionierendes Konzept ist. Gavin verdrängt, nach seiner Rückkehr aus Tibet, Jack als CEO von Hooli. Er bietet Richard einen sehr großzügigen Übernahmevertrag an, der ablehnt und sich entscheidet, von Bream/Hall finanziert zu werden.

### Staffel 5
Das Pied Piper-Team erhält zum Start der fünften Staffel neue Büros und stellt ein großes Team von Programmierern ein, um die Arbeit an Richards neuem Internet voranzutreiben. Derweil gelingt es Jian-Yang einen Richter davon zu überzeugen, dass Erlich tot ist, damit er Erlichs Nachlass erben kann, einschließlich des 10-prozentigen Anteils an Pied Piper. Jared wird zum neuen COO von Pied Piper ernannt und Jian-Yang geht nach China, um an einer eigenen Version von Pied Piper zu bauen. Richard wird von Bream/Hall dazu gedrängt mit einer KI-Firma (Eklow) zusammenzuarbeiten, die fast die gesamte Glaubwürdigkeit von Pied-Piper zerstört. Richard will nicht mehr der Spielball der Investoren sein und startet auf Gilfoyles Idee hin eine Kryptowährung, um sich eine unabhängige Finanzierungsquelle zu sichern. Monica verlässt daraufhin Bream/Hall und wird CFO bei Pied Piper. Der Start der Kryptowährung verläuft leider nicht so erfolgreich wie von Gilfoyle vorhergesagt.
Laurie Bream verbündet sich mit dem chinesischen Hersteller Yao, um Jian-Yangs eigenes Pied Piper-Patent zu stehlen. Laurie und Yao fügen dem Netzwerk von Pied Piper eine große Anzahl künstlich erstellter Benutzer hinzu, um an 51 % des Netzwerks zu kommen, um so die Kontrolle über Richards Entwicklung zu übernehmen. Richard bittet daraufhin Gavin Belson um Hilfe. Belson gewährt sie ihm, aber nur um Richard zu verraten, indem er sich mit Laurie und Yao zusammenschließt, um Pied Piper endgültig zu vernichten. In letzter Minute kann das Pied Piper Team den Entwickler Colin rekrutieren, mit dessen Videospiel Gates of Galloo bringt er genügend richtige Nutzer in das Netzwerk und erlaubt Pied Piper so die Kontrolle über das Netzwerk zu behalten.
Gavin Belson muss mit ansehen, wie der Hooli Vorstand sein Unternehmen an Amazon verkauft. Die Kryptowährung von Pied Piper gewinnt an Zugkraft und die Staffel endet mit dem Umzug des Pied Piper-Teams in riesige neue Büroräume.

### Staffel 6
Zum Start der sechsten Staffel ist Pied Piper inzwischen ein großes Unternehmen mit 500 Mitarbeitern. In der ersten Episode spricht Richard vor dem Kongress über seine Vorstellung eines neuen Internets, das keine Nutzerdaten sammelt. Er ist schockiert, als er erfährt, dass Colins Online-Spiel Gates of Galloo, das zur Pied Piper-Familie gehört, die ganze Zeit über Nutzerdaten gesammelt hat. Er weigert sich damit aufzuhören und Richard ist gezwungen nach neuen Investitionen zu suchen, um Colin loszuwerden. Fündig wird er beim zwielichtigen chilenischen Milliardär Maximo Reyes, der Richard 1 Milliarde Dollar bietet. Als Richard jedoch ablehnt, beginnt Maximo, eine feindliche Übernahme von Pied Piper zu inszenieren. In der Zwischenzeit hat Richards rechte Hand Donald „Jared“ Dunn Pied Piper verlassen, um ein neues aufstrebendes Talent zu finden, das seine Unterstützung braucht. Hooli, einst größter Rivale von Richard und Pied Piper, muss sich drastisch verkleinern, nachdem der Großteil des Unternehmens an Amazon verkauft wurde. Pied Piper kauft die Überreste von Hooli, einschließlich der Tochtergesellschaft FoxHole. Das CFIUS stuft den ausländischen Besitz von FoxHole als Bedrohung für die nationale Sicherheit ein, Maximo ist daher gezwungen, alle seine Anteile an Pied Piper zu verkaufen. Gavin, der von seinem Posten bei Hooli entbunden wurde, startet eine neue Kampagne „Tethics“ (Tech-Ethik). Die Kampagne führt zu einer Untersuchung, welche die Geschäfte von Pied Piper in die Enge treiben könnte. Richard kann sich mit Hilfe von Russ Hanneman aus dieser Situation befreien. Als Gegenleistung muss Pied Piper nun Russ bei seinem Musikfestival RussFest helfen. Auf dem RussFest hat das Pied Piper Team den Verdacht, dass Laurie ihre Software sabotiert, da sie nicht funktioniert wie vorgesehen. Es stellt sich jedoch heraus, dass weder Yao Net USA noch Pied Piper skalieren. Anstatt aufzugeben, integriert Richard Gilfoyle's KI (mit einigen Änderungen von Dinesh) ins PiperNet und es funktioniert schlussendlich. Pied Piper kann durch diesen Erfolg einen Vertrag mit AT&T abschließen. Unmittelbar vor dem Launch stellt das Team fest, dass die KI von PiperNet in ihrem Bemühen um maximale Komprimierung und Effizienz einen Weg gefunden hat, jegliche Verschlüsselung zu umgehen, was eine potenzielle globale Bedrohung darstellt, wenn sie gestartet wird. So ist Pied Piper gezwungen, absichtlich zu scheitern, um die Welt vor ihrer eigenen Schöpfung zu retten.
Die Serie endet mit einem Sprung von 10 Jahren in die Zukunft und zeigt die ehemaligen Mitglieder von Pied Piper: Dinesh und Gilfoyle gründen eine IT-Sicherheitsfirma und sind auch privat Nachbarn, Monica Hall streitet ab, bei der NSA in Washington zu arbeiten, Gavin Belson schreibt Bücher mit einem Ghostwriter, Jared ist Altenpfleger, Nelson Bighetti wird Präsident der Stanford University und Richard, der nach seinem gescheiterten Start-Up keine Anstellung bei anderen Unternehmen gefunden hat, wurde von Bighetti als „Gavin-Belson-Professor für Ethik in der Technologie-Industrie“ eingestellt. Laurie Bream war aus einem unbekannten Grund im Gefängnis. Für eine Filmdokumentation über Pied Piper sucht Richard den orangefarbenen USB-Stick mit dem Pied Piper-Code, kann ihn aber nicht mehr finden.

## Besetzung und Synchronisation
Die deutsche Synchronfassung entsteht bei der EuroSync GmbH in Berlin unter der Leitung von Wanja Gerick, der zusammen mit Rainer Martens in der ersten Staffel das Dialogbuch schrieb und die Dialogregie führte. Seit der zweiten Staffel tut er das mit Bianca Krahl.
Hannes Maurer, der der Figur Nelson Bighetti noch in der ersten Staffel seine Stimme lieh, musste die Rolle abgeben, da er sich bei den Synchronaufnahmen zur zweiten Staffel im Ausland aufhielt. Die Figur wird seitdem von Dirk Petrick gesprochen.

### Hauptbesetzung
| Rolle | Schauspieler           | Hauptrolle (Episoden)           | Nebenrolle (Episoden) | Synchronstimme                                       |
| --- | ---------------------- | ------------------------------- | --------------------- | ---------------------------------------------------- |
| Richard Hendricks | Thomas Middleditch     | 1.01–6.07                       |                       | Wanja Gerick                                         |
| Der geniale Hauptentwickler, Gründer und Firmenchef von Pied Piper. Anfangs Mitarbeiter von Hooli, das er nach dessen Niedergang später aufkauft, wird er zu Gavin Belsons ständigem Gegenspieler. |                        |                                 |                       |                                                      |
| Erlich Bachmann | T. J. Miller           | 1.01–4.10                       |                       | Tommy Morgenstern                                    |
| Betreiber des „Incubator“ (engl.: Gründerzentrum), in dem Richard an Pied Piper arbeitet. Erlich gründete den Incubator, nach dem Verkauf seines eigenen Start-up-Unternehmens Aviato. Er besitzt einen Zehn-Prozent-Anteil an Pied Piper (sowie allen Projekten seines Incubators). Nachdem Erlich von einem Geschäftspartner hintergangen wurde, reiste er nach Tibet, um Gavin Belson aufzusuchen. Von dort an wurde er nicht mehr gesehen. |                        |                                 |                       |                                                      |
| Nelson „Big Head“ Bighetti | Josh Brener            | 1.01–1.08, 2.01–6.02, 6.06–6.07 |                       | Hannes Maurer (Folge 1–8) Dirk Petrick (ab Folge 11) |
| Der beste Freund von Richard. Aufgrund eines finanziell attraktiven Angebots von Hooli verlässt er Pied Piper bald. Er ist fortan Mitarbeiter von Hooli und versorgt Richard mit Informationen aus dem Unternehmen. Bighetti gründet später einen eigenen Inkubator, den er durch Erlich bald wieder verliert. Er ist oft eher ein Spielball der Politik anderer Figuren. |                        |                                 |                       |                                                      |
| Bertram Gilfoyle | Martin Starr           | 1.01–6.07                       |                       | Markus Pfeiffer                                      |
| Ein aus Kanada stammender DevOps, und zunächst illegaler Einwanderer, der sich dem Pied Piper-Team angeschlossen hat. Gilfoyle ist Satanist, Anarchokapitalist, Prepper, „funktionaler“ Alkoholiker und Cryptobro, sowie Dineshs ewiger Rivale. |                        |                                 |                       |                                                      |
| Dinesh Chugtai | Kumail Nanjiani        | 1.01–6.07                       |                       | Nico Mamone                                          |
| Ein aus Pakistan stammender Java-Entwickler, der Teil des Pied Piper-Teams ist. Er befindet sich in ständiger, meist freundschaftlicher Rivalität mit Gilfoyle. |                        |                                 |                       |                                                      |
| Peter Gregory | Christopher Evan Welch | 1.01–1.05                       | 1.06 (nur Stimme)     | Karlo Hackenberger                                   |
| Der erste Investor bei Pied Piper. Gregory zeichnet sich einerseits durch Introvertiertheit und andererseits durch eine (teils verletzend) direkte Redeweise aus. Die Figur stirbt, infolge des Ablebens ihres Darstellers, zu Beginn der zweiten Staffel. |                        |                                 |                       |                                                      |
| Monica Hall | Amanda Crew            | 1.01–6.07                       |                       | Sonja Spuhl                                          |
| Peter Gregorys Assistentin, die immer wieder versucht, mit Charme die Rätselhaftigkeit ihres Chefs wettzumachen. Ab Staffel 2 die Assistentin von Laurie Bream, später die Mitgründerin von Bream Hall Capital, in den letzten Staffeln CFO von Pied Piper. Sie verachtet die meisten Menschen, die in der Tech-Branche arbeiten, heimlich. |                        |                                 |                       |                                                      |
| Donald „Jared“ Dunn | Zach Woods             | 1.01–6.07                       |                       | Marius Clarén                                        |
| Zunächst bei Hooli tätig als ein Assistent von Gavin, später bei Pied Piper zuständig für Geschäftsangelegenheiten. Dunn befindet sich aufgrund seiner „geisterähnlichen Erscheinung“ oftmals in der Situation, ignoriert zu werden. Er wuchs als Pflegekind auf und ist es deshalb gewohnt, an Orten wie Garagen oder in Zimmern zusammen mit anderen zu übernachten. Seine Haltung gegenüber Richard ist ausgesprochen hingebungsvoll. Im Lauf der Serie offenbaren sich Anzeichen von schwerer psychologischer Gewalttätigkeit, die von einigen Figuren teilweise bestärkt wird.                                                                                          |                        |                                 |                       |                                                      |
| Gavin Belson | Matt Ross              | 2.01–6.07                       | 1.01–1.08             | Peter Flechtner                                      |
| CEO und Gründer von Hooli. Er ist der jähzornige, rachsüchtige, heuchlerische, artengefährdende, kritikunfähige, skrupellos dominante Rivale von Richard Hendricks und Peter Gregory und verkörpert den Konzernboss etablierter Tech-Konglomerate, gegen die neue Start-Ups in den Wettbewerb gehen. Als häufiger Verlierer des Wettbewerbs mit Pied Piper zerstört er oft wutentbrannt teures Eigentum. Trotz dass es für ihn mehrere Wege und Motivationen gab, die toxische Unkultur an der Spitze des Silicon Valleys zu verlassen, wurde er von anderen Figuren immer wieder an seinen Platz zurückgezogen, bis hooli anteilig an Amazon und Pied Piper verkauft wurde. |                        |                                 |                       |                                                      |
| Jian-Yang | Jimmy O. Yang          | 2.01–6.07                       | 1.03–1.04, 1.07       | Julian Tennstedt                                     |
| Bewohner von Erlichs „Incubator“, hat aber keine Beteiligung an Pied Piper. Jian-Yang und Erlich streiten sich häufig, beide versuchen stetig, einander zu übervorteilen. Jian-Yang bezahlt Erlich die Reise nach Tibet, ein Flug ohne Wiederkehr Erster Klasse, und versucht, sich des Nachlasses von Erlich zu bemächtigen, sowie später Erlichs Identität zu stehlen. |                        |                                 |                       |                                                      |
| Laurie Bream | Suzanne Cryer          | 2.01–6.07                       |                       | Marina Krogull                                       |
| Die intelligente, kompromisslos wetteifernde und streng an Zahlen und Fakten orientierte, höchst effiziente, aber sozial unfähige Nachfolgerin von Peter Gregory. Sie gründet später zusammen mit Monica Bream Hall Capital, ist vorübergehend an Geschäften mit Chinesen beteiligt, die ihr nicht rücksichtslos genug sind und lässt sich später mit den reichen Erben chilenischer Menschenhändler ein. Am Ende der Serie sitzt sie im Gefängnis, wo sie sich „Ratten“ entledigt. |                        |                                 |                       |                                                      |
| Russ Hanneman | Chris Diamantopoulos   | 4.01, 4.06, 6.04–6.07           | 2.03–2.10, 3.08, 5.07 | Michael Deffert                                      |
| Ein eitler, egozentrischer, hypermaskuliner, ordinärer und dreister Milliardär, der Pied Piper mit seiner Serie A finanziert. Sein Vermögen entstammt einem One-Hit-Wonder vor einer Dekade, von dem er seitdem lebt. Für ihn ist das wichtigste überhaupt, Milliardär zu bleiben. |                        |                                 |                       |                                                      |
| Jack Barker | Stephen Tobolowsky     | 4.01–4.10                       | 3.01–3.04, 3.08–3.10  | Roland Hemmo                                         |
| Kurzzeitiger CEO von Pied Piper, später von Hooli. Im Machtkampf gegen Gavin Belson unterliegt er schließlich durch einen Fehler im Umgang mit chinesischen Lizenzproduzenten. |                        |                                 |                       |                                                      |

## Ausstrahlung
In den USA wurde die Serie seit dem 6. April von dem US-amerikanischen Sender HBO ausgestrahlt. Die erste Staffel umfasst acht Episoden. Wegen guter Zuschauerzahlen wurde bereits während der Ausstrahlung der ersten Staffel eine zweite bestellt. Am 25. Mai 2017 verlängerte HBO die Serie um eine fünfte Staffel, die vom 25. März bis 13. Mai 2018 ausgestrahlt wurde.
Die deutschsprachige Erstausstrahlung übernahm der Pay-TV-Sender Sky Atlantic.

## Auszeichnungen und Nominierungen
Critics’ Choice Television Award
- 2014: Nominierung in der Kategorie Beste Comedyserie für Silicon Valley
- 2014: Nominierung in der Kategorie Bester Hauptdarsteller in einer Comedyserie für Thomas Middleditch
- 2014: Nominierung in der Kategorie Bester Nebendarsteller in einer Comedyserie für Christopher Evan Welch (postum)

Primetime Emmy Award
- 2014: Nominierung in der Kategorie Beste Comedyserie
- 2014: Nominierung in der Kategorie Beste Regie für eine Comedyserie – Folge „Prototyp“ für Mike Judge
- 2014: Nominierung in der Kategorie Bestes Drehbuch für eine Comedyserie – Folge „Präsentation“ für Alec Berg
- 2014: Nominierung in der Kategorie Titeldesign – Garson Yu und Mehmet Kizilay
- 2014: Nominierung in der Kategorie Herausragende Art Direction für ein zeitgenössisches Programm
- 2015: Nominierung in der Kategorie Beste Comedyserie
- 2015: Nominierung in der Kategorie Beste Regie für eine Comedyserie – Folge „Finanzierung“ für Mike Judge
- 2015: Nominierung in der Kategorie Bestes Drehbuch für eine Comedyserie – Folge „Serverauslastung“ für Alec Berg
- 2015: Auszeichnung in der Kategorie Herausragende Art Direction für ein zeitgenössisches Programm
- 2015: Nominierung in der Kategorie Tonschnitt – für Ben Patrick, Elmo Ponsdomenech und Todd Beckett
- 2015: Auszeichnung in der Kategorie Hervorragende Einzelkamera-Bildbearbeitung für eine Comedy-Serie – Folge „Serverauslastung“ für Brian Merken
- 2015: Nominierung in der Kategorie Hervorragende Einzelkamera-Bildbearbeitung für eine Comedy-Serie – Folge „Crowdfunding“ für Tim Roche
- 2016: Nominierung in der Kategorie Beste Comedyserie
- 2016: Nominierung in der Kategorie Bester Hauptdarsteller in einer Comedyserie für Thomas Middleditch
- 2017: Nominierung in der Kategorie Beste Comedyserie
- 2017: Nominierung in der Kategorie Beste Regie für eine Comedyserie – Folge „Serverfehler“ für Mike Judge
- 2017: Nominierung in der Kategorie Beste Regie für eine Comedyserie – Folge „Geistiges Eigentum“ für Jaime Babbit
- 2017: Nominierung in der Kategorie Bestes Drehbuch für eine Comedyserie – Folge „Abschlussverfahren“ für Alec Berg
- 2017: Nominierung in der Kategorie Hervorragendes Casting für eine Comedyserie
- 2017: Nominierung in der Kategorie Beste Kamera – Folge „Abschlussverfahren“ für Tim Suhrstedt
- 2017: Nominierung in der Kategorie Bestes Szenenbild
- 2017: Nominierung in der Kategorie Einzelkamera-Bildbearbeitung für eine Comedy-Serie – Folge „Serverfehler“ für Brian Merken
- 2017: Nominierung in der Kategorie Einzelkamera-Bildbearbeitung für eine Comedy-Serie – Folge „Abschlussverfahren“ für Tim Roche
- 2018: Nominierung in der Kategorie Beste Comedyserie
- 2018: Nominierung in der Kategorie Beste Regie für eine Comedyserie – Folge „Kryptowährung“ für Mike Judge
- 2018: Nominierung in der Kategorie Bestes Drehbuch für eine Comedyserie – Folge „51 Prozent“ für Alec Berg